# Bréhand
Bréhand (bret. Brehant-Monkontour) – miejscowość i gmina we Francji, w regionie Bretania, w departamencie Côtes-d’Armor.
Według danych na rok 1990 gminę zamieszkiwało 1287 osób, a gęstość zaludnienia wynosiła 52 osoby/km² (wśród 1269 gmin Bretanii Bréhand plasuje się na 478. miejscu pod względem liczby ludności, natomiast pod względem powierzchni na miejscu 383.).